# Валпараисо
Валпараисо (шп. Valparaíso, рајска долина) је лучки град у Чилеу са око 278.000 становника. У ширем подручју града живи 905.300 људи (подаци из 2004), и то га чини другим градом по величини у Чилеу. Град је седиште Чилеанског конгреса (скупштине), као и главни град истоимене провинције и региона.
Валпараисо је најважнији културни центар Чилеа и убраја се међу најлепше градове света. Град је изграђен на падинама планина које се спуштају ка океану. Познат је по лавиринту калдрмисаних старих уличица и успињачама. Јула 2003, историјски центар града, изграђен у стилу колонијалне архитектуре, проглашен је светском баштином Унеска. У граду су рођени бивши чилеански председник Салвадор Аљенде, генерал и диктатор Аугусто Пиноче, а ту је живео и песник Пабло Неруда. Пабло Неруда је Валпараисо назвао „невеста океана“ (novia del océano).
Друга половина 20. века била је неповољна за Валпараисо, јер су многе богате породице напустиле град. Отварање Панамског канала и смањење бродског саобраћаја озбиљно су погодили лучку економију Валпараиса. Током првих 15 година двадесет првог века у граду је дошло до опоравка заваљујући привлачењу уметника и културних предузетника који су се настанили на историјским градским падинама. Данас, хиљаде туриста посећује Валпараисо из целог света да би уживали у градском лавиринту камених уличица и живописних зграда. Лука Валпараиса је и даље главни дистрибутивни центар за контејнерски саобраћај, извоз бакра и воћа. Валпараисо такође добија све већу пажњу од стране крузера, који посећују током јужноамеричког лета. Валпараисо се исто тако трансформисао у велики образовни центар са четири велика традиционална универзитета и неколико великих стручних факултета. Град је пример чилеанске културе. У њем се сваке године одржавају фестивали, са мноштвом уличних уметника и музичара.

## Географија
Валпараисо се налази на јужној обали залива Тихог океана (Bahía de Valparaíso), око 120 km западно од престонице Чилеа Сантијага. На другој страни залива се налази монденско летовалиште Виња дел Мар.
Клима у Валпараису је медитеранска. Лета нису претопла јер са океана дувају освежавајући ветрови.

### Клима
Валпараисо има благу медитеранску климу (Кепен Csb). Лета је у углавном сува, али град је под утицајем магле од Хумболтске струје током већег дела године. Зими, падавине понекад могу бити изузетно тешке када снажан фронтални систем прелази преко централног Чилеа, мада учесталост таквих киша увелико варира из године у годину. Снег се ретко јавља у највишим деловима града. Зими, јаки ветрови могу да доведу до пада температуре испод нивоа замрзавања.
| Клима Валпараиса, Чиле (1961–1990, екстреми 1961–2010)                                               | Клима Валпараиса, Чиле (1961–1990, екстреми 1961–2010) | Клима Валпараиса, Чиле (1961–1990, екстреми 1961–2010) | Клима Валпараиса, Чиле (1961–1990, екстреми 1961–2010) | Клима Валпараиса, Чиле (1961–1990, екстреми 1961–2010) | Клима Валпараиса, Чиле (1961–1990, екстреми 1961–2010) | Клима Валпараиса, Чиле (1961–1990, екстреми 1961–2010) | Клима Валпараиса, Чиле (1961–1990, екстреми 1961–2010) | Клима Валпараиса, Чиле (1961–1990, екстреми 1961–2010) | Клима Валпараиса, Чиле (1961–1990, екстреми 1961–2010) | Клима Валпараиса, Чиле (1961–1990, екстреми 1961–2010) | Клима Валпараиса, Чиле (1961–1990, екстреми 1961–2010) | Клима Валпараиса, Чиле (1961–1990, екстреми 1961–2010) | Клима Валпараиса, Чиле (1961–1990, екстреми 1961–2010) |
| Показатељ \ Месец                                                                                    | .Јан.                                                  | .Феб.                                                  | .Мар.                                                  | .Апр.                                                  | .Мај.                                                  | .Јун.                                                  | .Јул.                                                  | .Авг.                                                  | .Сеп.                                                  | .Окт.                                                  | .Нов.                                                  | .Дец.                                                  | .Год.                                                  |
| --- | ------------------------------------------------------ | ------------------------------------------------------ | ------------------------------------------------------ | ------------------------------------------------------ | ------------------------------------------------------ | ------------------------------------------------------ | ------------------------------------------------------ | ------------------------------------------------------ | ------------------------------------------------------ | ------------------------------------------------------ | ------------------------------------------------------ | ------------------------------------------------------ | ------------------------------------------------------ |
| Апсолутни максимум, °C (°F)                                                                          | 31,2 (88,2)                                            | 31,9 (89,4)                                            | 28,9 (84)                                              | 29,6 (85,3)                                            | 28,6 (83,5)                                            | 24,2 (75,6)                                            | 25,8 (78,4)                                            | 26,4 (79,5)                                            | 28,4 (83,1)                                            | 28,5 (83,3)                                            | 28,9 (84)                                              | 31,2 (88,2)                                            | 31,9 (89,4)                                            |
| Максимум, °C (°F)                                                                                    | 20,8 (69,4)                                            | 20,7 (69,3)                                            | 19,4 (66,9)                                            | 17,9 (64,2)                                            | 16,5 (61,7)                                            | 15,2 (59,4)                                            | 14,3 (57,7)                                            | 14,8 (58,6)                                            | 15,4 (59,7)                                            | 16,5 (61,7)                                            | 18,2 (64,8)                                            | 19,9 (67,8)                                            | 17,5 (63,5)                                            |
| Просек, °C (°F)                                                                                      | 17,0 (62,6)                                            | 16,8 (62,2)                                            | 15,6 (60,1)                                            | 14,2 (57,6)                                            | 13,3 (55,9)                                            | 12,0 (53,6)                                            | 11,4 (52,5)                                            | 11,7 (53,1)                                            | 12,1 (53,8)                                            | 13,2 (55,8)                                            | 14,7 (58,5)                                            | 16,2 (61,2)                                            | 14,0 (57,2)                                            |
| Минимум, °C (°F)                                                                                     | 13,5 (56,3)                                            | 13,5 (56,3)                                            | 12,7 (54,9)                                            | 11,4 (52,5)                                            | 10,8 (51,4)                                            | 9,6 (49,3)                                             | 9,2 (48,6)                                             | 9,3 (48,7)                                             | 9,5 (49,1)                                             | 10,4 (50,7)                                            | 11,5 (52,7)                                            | 12,8 (55)                                              | 11,2 (52,2)                                            |
| Апсолутни минимум, °C (°F)                                                                           | 3,0 (37,4)                                             | 2,8 (37)                                               | 0,4 (32,7)                                             | −0,3 (31,5)                                            | −1,2 (29,8)                                            | −2,3 (27,9)                                            | −3,6 (25,5)                                            | −2,4 (27,7)                                            | −3,2 (26,2)                                            | −1,2 (29,8)                                            | 0,4 (32,7)                                             | 1,2 (34,2)                                             | −3,6 (25,5)                                            |
| Количина падавина, mm (in)                                                                           | 0,4 (0,016)                                            | 0,0 (0)                                                | 3,7 (0,146)                                            | 13,3 (0,524)                                           | 54,5 (2,146)                                           | 83,1 (3,272)                                           | 111,2 (4,378)                                          | 60,0 (2,362)                                           | 26,7 (1,051)                                           | 10,4 (0,409)                                           | 7,9 (0,311)                                            | 1,3 (0,051)                                            | 372,5 (14,665)                                         |
| Дани са падавинама (≥ 1.0 mm)                                                                        | 0,1                                                    | 0,0                                                    | 0,4                                                    | 1,3                                                    | 3,7                                                    | 5,6                                                    | 6,3                                                    | 4,0                                                    | 2,7                                                    | 1,5                                                    | 0,7                                                    | 0,3                                                    | 27,3                                                   |
| Релативна влажност, %                                                                                | 72                                                     | 74                                                     | 76                                                     | 78                                                     | 80                                                     | 80                                                     | 80                                                     | 79                                                     | 78                                                     | 75                                                     | 71                                                     | 70                                                     | 76,1                                                   |
| Сунчани сати — месечни просек                                                                        | 279,0                                                  | 245,7                                                  | 217,0                                                  | 174,0                                                  | 114,7                                                  | 81,0                                                   | 93,0                                                   | 117,8                                                  | 147,0                                                  | 170,5                                                  | 216,0                                                  | 263,5                                                  | 2.119,2                                                |
| Извор #1: Meteorología Interactiva, Latin American Climate Assessment & Dataset (extremes 1961–2010) |                                                        |                                                        |                                                        |                                                        |                                                        |                                                        |                                                        |                                                        |                                                        |                                                        |                                                        |                                                        |                                                        |
| Извор #2: Climate & Temperature (humidity and sunshine hours)                                        |                                                        |                                                        |                                                        |                                                        |                                                        |                                                        |                                                        |                                                        |                                                        |                                                        |                                                        |                                                        |                                                        |

## Историја
Подручје града је у доба пре доласка Европљана насељавао народ Чангос, који се бавио рибарством и пољопривредом. Залив Валпараиса је 1536. открио ШпанацХуан де Саведра. Град је основан 1544. Валпараисо су често нападали гусари. Између осталих, Франсис Дрејк је 5. децембра 1578. напао и опљачкао ово насеље.
У време пре изградње Панамског канала Валпараисо је уз Сан Франсиско био најважнија лука западне обале Америке. Земљотреси су погодили Валпараисо 1822. и 1851, а 1906. земљотрес и цунами. У периоду 1850–1860. у граду је отворена берза и прва приватна банка Чилеа. Саграђена је и железничка пруга која је град повезивала са Сантијагом. Град је био магнет за имигранте из Енглеске, Немачке, Француске, Италије и САД, који су граду донели своје традиције, отварали школе и подизали грађевине у стилу земаља одакле су дошли. Локалне дневне новине, Меркур из Валпараиса (El Mercurio de Valparaíso), основан 1827, је најстарији активни дневни лист на шпанском језику у свету.
Дана 31. марта 1866. град је разрушен у рату за независност Чилеа када га је бомбардовала шпанска ратна флота. На град је испаљено 2600 граната.

## Привреда
Лука Валпараиса је једна од најважнијих у Јужној Америци. У 19. веку Валпараисо је био највећа лука целог Пацифичког региона. По отварању Панамског канала 1914, значај луке је нагло опао. По количини транспортоване робе, оближња лука Сан Антонио је данас престигла Валпараисо.

## Знаменитости
Град је израстао у заливу облика природног амфитеатра и одликује се са два јасно одређена дела: народним обликом урбаног ткива прилагођеног обронцима који су накићени разноликим црквеним торњевима и шпанским геометријски организованим градом у равници. Град има добро очувану и занимљиву рану индустријску инфраструктуру, попут бројних успињача (њих 16) на стрмим обронцима града. Због тога је 2003. године постао Унескова светска баштина.
Старо језгро града се састоји од пет међусобно повезаних четврти:
- Тргом св. Доминика (Plaza Santo Domingo), смештеном између брда и равнице, доминира најстарија градска црква, Ла Матриз, која неколико пута обнављана, након што су је уништили пирати и потреси (последњи пут након потреса 1842. године). Због тога она представља прелаз из колонијалног стила у републикански стил архитектуре.
- Трг Ечаурен и Улица Серано, с лучном пијацом, су били трговачко средиште града и садрже три врсте зграда: „блоковске зграде” (тзв. „острва”) окружене са четири улице, „чеоне зграде” окружене с три улице, и зграде окружене са две улице. Од њих је најупадљивија изразито вишеугаона и симетрична трговачка и стамбена зграда Асторека (1906).
- Пристаништа Пер и Сотомајор, те четврти Хустисија и поморског музеја, представљају главну осу града и највеће отворене просторе. Они су окружени главним управним и друштвеним зградама различитих стилова. Поморски музеј је смештен у бившем дворцу Сан Хозе на брду Кордилера, који је изворно саграђен како би се град одупро пиратима.
- Улица Прат и трг Тури (Plazuela Turri) се пружају око брда и као јединствен простор спајају трг Сотомајор са улицом Есмералда. Они су окружени монументалним грађевинама и четвртастим стамбеним блоковима.
- Два брда, Керо Алегре и Керо Консепсион, која спаја улица Уриола, испланирали су немачки и енглески емигранти првом половицом 19. века и обележена су многим јавним просторима као што су тргови, видиковци, променаде, алеје, степеништа и постаје успињача.

- Керо Консепсион са старим кућама
-Iglesia de La Matriz (1559—1842)
- Град је прометно повезан тролејбусима
- Јавна библотека Сантиаго Северин
- Славолук Арко Британико
- Плаза Сотомајор је седиште чилеанске морнарице
- Најстарија ватрогасна постаја Латинске Америке
- Плаза Анибал Пинто је саграђена на тлу одузетом од мора 1892. год.
-Universidad Técnica Federico Santa María, UTFSM (1926)
- Чилеански национални конгрес (1990)

## Партнерски градови
- Овиједо
- Бадалона[8]
- Санта Фе
- Лонг Бич
- Шангај
- Гуангдунг
- Каљао
- Бат Јам
- Малака
- Новоросијск
- Бусан
- Кордоба
- Одеса
- Росарио[9]
- Барселона
- Салвадор
- Сан Франциско
- Гванахуато